# Chamaves
 (octobre 2009).
Si vous disposez d'ouvrages ou d'articles de référence ou si vous connaissez des sites web de qualité traitant du thème abordé ici, merci de compléter l'article en donnant les références utiles à sa vérifiabilité et en les liant à la section « Notes et références ».
Les Chamaves, Hamaves ou Amaves, sont un peuple de Germanie, identifié sur la Tabula Peutingeriana comme Francs (Chamavi qui et Pranci dans le coin extrême à gauche du haut de la Tabula).

## Histoire
Leur vrai nom serait Hamaves, les Romains rajoutant souvent un C devant les H : Chamãves, Chamaboe, Χαμαβοί.
Le mot ham serait issu du germanique *haimaz, en français hameau, anglais home, allemand Heim. Les Hamaves seraient « les hommes des hameaux » ou « les colons ».
Aux IXe – XIe siècles, le comté de Hamaland situé sur les deux bords du Rhin et de l'IJssel, dans les Pays-Bas actuels, s'étendait de peu au sud de Emmerich jusqu'à peu au nord de Deventer, avec deux extensions vers l'est comprenant Lochem sur le fleuve Slinge et Doetinchem sur la Vieille IJssel. Vraisemblablement les limites des évêchés de Münster en Westphalie et d'Utrecht aux Pays-Bas suivaient la frontière du royaume Franc d'avant les guerres en Saxonie (depuis 772). Le nom du comté est censé être dérivé des Chamaves, probablement en raison de leur dispersion par le royaume franc au VIIIe siècle.
Les Chamaves occupèrent au IVe siècle les terres basses de la Hollande au nord du Rhin. Des lètes Chamaves ont pu, quant à eux, s'établir dans le pays d'Amous (Pagus Amavorum), suivis pendant les grandes migrations par la majorité de la tribu. Le hameau de Saint-Vivant-en-Amous près de Biarne et de Dole en garde le souvenir. L'abbé Chaume identifia en 1931 le pagus Amavorum des VIe – XIe siècles sur le site proche de Dole.
La supposition de Ferdinand Lot selon laquelle la tribu englobait les Francs saliens à l'origine et qu'elle se serait établie au Ve siècle dans le Veluwe et le Salland aux Pays-Bas, délaissés par les Francs saliens, doit être considérée avec prudence.
Selon Michel Rouche, le général romain Arbogast aurait été le fils du roi chamave Nebigast, enlevé comme otage par Julien et les Romains et confié à son parent Flavius Bauto, maître de la milice et consul en 385.